# Wołodymyr Koman
Wołodymyr Koman, ukr. Володимир Коман, ros. Владимир Коман, Władimir Koman (ur. 20 lutego 1964 w Użhorodzie, zm. 27 września 2023 w Szombathely) – ukraiński piłkarz, grający na pozycji napastnika. Zmienił obywatelstwo na węgierskie.

## Kariera piłkarska

### Kariera klubowa
W 1983 rozpoczął karierę piłkarską w Dynamie Kijów. W ciągu dwóch lat rozegrał tylko jeden mecz w podstawowym składzie, dlatego w 1985 powrócił do rodzimego Zakarpattia Użhorod. W 1990 przeszedł do Bukowyny Czerniowce, a po zakończeniu sezonu wyjechał na stałe do Węgier, gdzie został piłkarzem Haladás Szombathely. W węgierskim klubie wykazał się bardzo wysoką bramkostrzelnością – strzelił 121 goli w 241 meczach. W 1993 zakończył karierę piłkarską. Jego syn Vladimir Koman broni barw reprezentacji Węgier.